# Eriekanalen

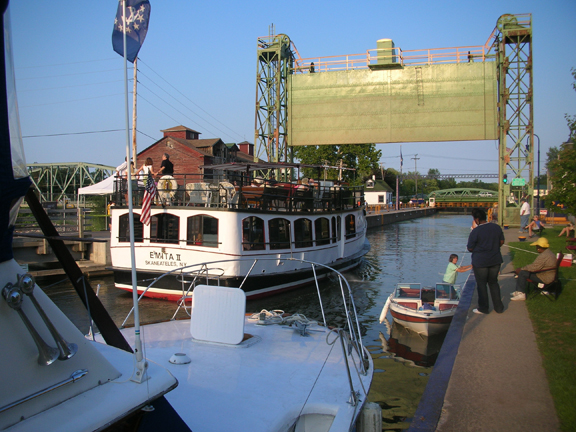
Kanalbåt på Eriekanalen vid Baldwinsville.

Eriekanalen (engelska: Erie Canal) är en kanal i New York, USA, som numera är en del av New Yorks kanalsystem som går från Hudsonfloden till Eriesjön, och sammanbinder stora sjöarna med Atlanten. Första förslaget till en sådan kanal kom 1699, men först 1798 startades företaget Niagara Canal Company och byggförberedelserna startades. Den första sektionen stod klar 1819, och hela kanalen öppnades den 26 oktober 1825. Kanalen är en av de viktigaste och mest trafikerade i världen.

### Fotnoter
1. ↑  ”Eriekanalen”. Nationalencyklopedin. http://www.ne.se/uppslagsverk/encyklopedi/l%C3%A5ng/eriekanalen. Läst 14 februari 2016.